# كرسول حريري
كرسول حريري (الاسم العلمي:Crassula sericea) هو نوع نباتي يتبع جنس الكرسول من فصيلة الكرسولية.